# Chamaedorea selvae
Chamaedorea selvae är en enhjärtbladig växtart som beskrevs av Donald R. Hodel. Chamaedorea selvae ingår i släktet Chamaedorea och familjen Arecaceae. Inga underarter finns listade i Catalogue of Life.